# TFIIH
TFIIH är en basal transkriptionsfaktor vars roll är att bidra med helikas- och kinasaktivitet. TFIIH består av flera underenheter. Helikasaktiviteten särar på DNAsträngarna så att en transkriptionsbubbla bildas, detta görs av subenheterna XPB och XPD. Kinaset, som består av ett komplex av Cdk7/cyklin H, hyperfosforylerar den C-terminala domänen av RNA-polymeras II vilket startar transkriptionen. TFIIH kom först i dagen 1989 när generell transkriptionsfaktor-δ eller grundläggande transkriptionsfaktor 2 karakteriserades som en oumbärlig transkriptionsfaktor in vitro. Denna faktor isolerades 1992 också från jäst och gavs slutligen namnet TFIIH.
TFIIH består av tio underenheter, varav 7 (ERCC2/XPD, ERCC3 /XPB, GTF2H1/p62, GTF2H4/p52, GTF2H2/p44, GTF2H3/p34 ochGTF2H5/TTDA) utgör kärnkomplexet. Det cyklinaktiverande kinasunderkomplexet (CDK7, MAT1 och cyklin H) är kopplat till kärnan via XPD-proteinet. Två av underenheterna, ERCC2/XPD och ERCC3/XPB, har helikas- och ATPas-aktiviteter och hjälper till att skapa transkriptionsbubblan. I ett provrör krävs dessa underenheter endast för transkription om DNA-mallen inte redan är denaturerad eller om den är superlindad.
Två andra TFIIH-underenheter, CDK7 och cyklin H, fosforylat serinaminosyror på RNA-polymeras II C-terminaldomänen och möjligen andra proteiner medverkar i cellcykeln. Förutom en vital funktion vid transkriptionsinitiering är TFIIH också involverad i nukleotidexcisionsreparation. 

## Struktur hos TFIIH
TFIIH är ett tiounderenhetskomplex. Sju av dessa underenheter utgör "kärnan" medan tre innefattar den dissocierbara "CAK"-modulen (CDK Activating Kinase). Kärnan består av underenheter XPB, XPD, p62, p52, s. 44, p34 och p8 medan CAK är sammansatt av CDK7, cyklin H och MAT1.

## Funktioner
Allmän funktion för TFIIH är
1. Initiering av transkription av proteinkodande gen. [6]
2. DNA-nukleotidreparation. [6]

(NER) TFIIH är en allmän transkriptionsfaktor som verkar för att rekrytera RNA Pol II till promotorerna av gener. Den fungerar som en helikas som lindar upp DNA. Den lindar också upp DNA efter att en DNA-skada har identifierats av antingen den globala genomreparationsvägen (GGR) eller den transkriptionskopplade reparationsvägen (TCR) av NER. Renad TFIIH har en roll i att stoppa ytterligare RNA-syntes genom att aktivera den cykliska peptiden α-amanitin. 

## Trikotiodystrofi
Mutation i generna ERCC3 (XPB), ERCC2 (XPD) eller GTF2H5 (TTDA) orsakar trikotiodystrofi, ett tillstånd som kännetecknas av ljuskänslighet, iktyos, skört hår och naglar, intellektuell funktionsnedsättning, minskad fertilitet och/eller kortväxthet.

## Sjukdom
Genetiska polymorfismer av gener som kodar för subenheter av TFIIH är kända för att vara förenade med ökad cancerkänslighet i många vävnader, till exempel hudvävnad, bröstvävnad och lungvävnad. Mutationer i underenheterna (som XPD och XPB) kan leda till en mängd olika sjukdomar, såsom xeroderma pigmentosum (XP) eller XP kombinerat med Cockayne syndrom. Förutom genetiska variationer riktar sig viruskodade proteiner även mot TFIIH.

## DNA-reparation
TFIIH deltar i nukleotidexcisionsreparation (NER) genom att öppna DNA-dubbelhelixen efter att skadan initialt har upptäckts. NER är en flerstegsväg som tar bort en lång rad olika skador som förvränger normal basparning, inklusive skrymmande kemiska skador och UV-orsakade skador. Individer med mutationsdefekter i gener som specificerar proteinkomponenter som katalyserar NER-vägen, inklusive TFIIH-komponenterna, visar ofta drag av för tidigt åldrande.

## Inhibitorer
Potenta, bioaktiva naturliga produkter som triptolid som hämmar transkription hos däggdjur via hämning av XPB-subenheten av den allmänna transkriptionsfaktorn TFIIH har nyligen (2020) rapporterats som ett glukoskonjugat för att rikta in sig på hypoxiska cancerceller med ökat glukostransportöruttryck.